# VLT de Jerusalém
O Jerusalém Light Rail é um sistema de metropolitano em Jerusalém.
A construção da linha Vermelha começou em 2002 e terminou em 2010, quando teve início a fase de testes. Foi construída pelo consórcio CityPass, que tem concessão de 30 anos para operá-la. O projeto exigia a construção da Ponte dos Chords de Jerusalém, bem como outros projetos de renovação ao redor de Jerusalém.  
Após repetidos atrasos devido a descobertas arqueológicas e problemas técnicos, o serviço foi iniciado, inicialmente gratuito, em 19 de agosto de 2011. Ficou totalmente operacional em 1 de dezembro de 2011. A linha tem 13,9 quilômetros de extensão com 23 paradas. Extensões à linha vermelha estão atualmente em construção para o assentamento israelense de Neve Yaakov e para o Hospital Hadassah Ein Kerem, no sudoeste. Quando concluídos em 2021, eles estenderão o comprimento da linha para 22,5 km.

## História
Os primeiros planos para um bonde elétrico foram elaborados por um engenheiro grego-libanês, George Franjieh, em 1892, que estivera envolvido no planejamento da ferrovia Jaffa-Jerusalém. O bonde ligaria a cidade com Ein Karem e Bethlehem. Em 1910, um concurso para um bonde foi publicado pelas autoridades otomanas.
Em 1918, o Exército Britânico construiu um sistema ferroviário ligando a Estação Ferroviária de Jerusalém, agora conhecida como "Primeira Estação", com Al-Bireh, nos arredores de Ramallah, atravessando Jerusalém por uma rota sinuosa. Foi construído pela Rail Builders Company 272 da British Royal Engineers, comandada pelo coronel Jordan Bell, com cerca de 850 trabalhadores árabes egípcios e locais, cerca de metade deles mulheres. A ferrovia foi usada pelo exército britânico e, por alguns meses, forneceu as tropas de Allenby . Ele foi desmontado logo depois que a frente mudou para o norte no final de 1918. Algumas das ruas da cidade podem ter sido pavimentadas ao longo de sua rota.
Na década de 1970, quando o congestionamento do tráfego aumentou no centro da cidade, foram discutidas propostas de alargamento das estradas principais. Em 1996, o governo aprovou novos planos para uma rede integrada baseada em trânsito rápido, incluindo um sistema ferroviário leve e ônibus de trânsito rápido.

## Construção
Na década de 1990, um sistema de metrô leve foi proposto como um meio de fornecer transporte público mais rápido e menos poluente pelo coração da cidade, e reverter o declínio de certas áreas centrais. CityPass, um consórcio formado especialmente, ganhou uma concessão de 30 anos para construir e operar a Linha 1 (a "Linha Vermelha"). CityPass consiste em financiadores Harel (20%), Polar Investments (17,5%) e o Fundo de Infraestrutura de Israel (10%), construtores Ashtrom (27,5%) e engenheiros Alstom (20%), além de operadores de serviço - Connex (5 %).
No entanto, o acordo principal com a Dan Bus Company não se concretizou. A Veolia firmou outro contrato principal com a Egged. A Veolia vendeu sua participação no CityPass e no contrato de manutenção do metrô leve para a Egged. O contrato estipula que a Veolia prestará serviços de consultoria à Egged até que a empresa adquira a expertise necessária. Dan Bus Company processou a Veolia em tribunal por rescindir o contrato principal.
 

A construção da Linha 1 começou em 2002 pela DTC (empresa holandesa de bondes). Chamada de "Linha Vermelha", ela inicialmente tem 23 estações em 1.435 mm (bitola padrão) alinhamento de 13,8 quilômetros de dupla. Ele vai do assentamento de Pisgat Ze'ev no nordeste de Jerusalém , ao sul ao longo da Estrada 1 (intermunicipal) até a Estrada Jaffa (Rehov Yafo). De lá, ele segue ao longo da Jaffa Road para o oeste até a Estação Rodoviária Central de Jerusalém e continua para o sudoeste, cruzando a Ponte Chords ao longo do Herzl Boulevard até o bairro de Beit HaKerem, terminando logo após o Monte Herzl na extremidade norte de Bayit VeGan. O primeiro teste para esta rota foi em 24 de fevereiro de 2010. A colocação de trilhos leves foi concluída em 15 de junho de 2010.

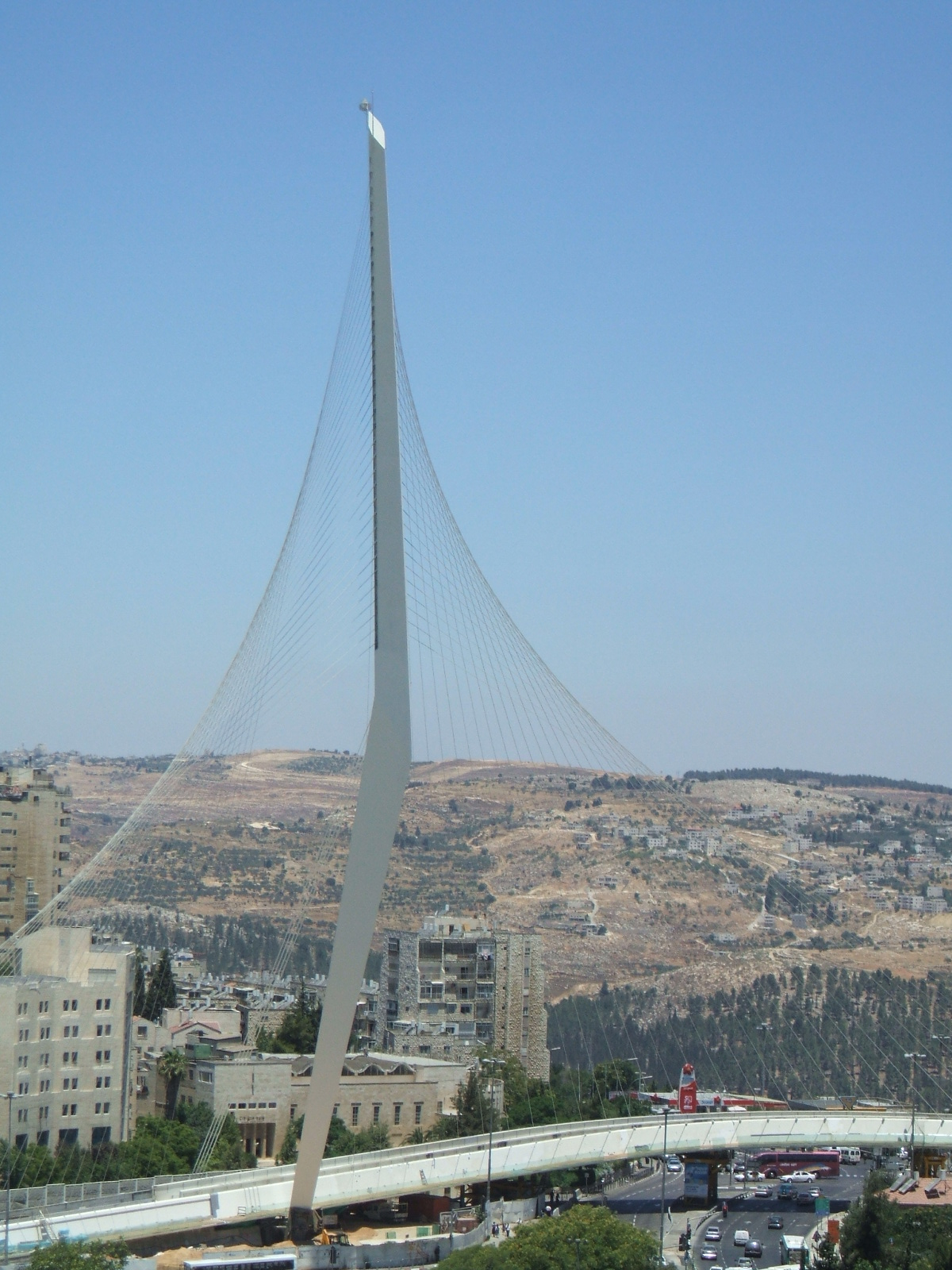
Ponte Chords.

### Ponte Chords
A Ponte Chords é uma ponte suspensa estaiada projetada pelo espanhol arquiteto e engenheiro Santiago Calatrava, construída para o metrô de superfície, perto da entrada mais usada para Jerusalém, no bairro de Kiryat Moshe. A ponte transporta os bondes em uma em separada níveis maneira ao longo de uma interseção de estrada movimentada. Incorporada à ponte está uma travessia de pedestres envidraçada, permitindo que os pedestres cruzem sem obstáculos desde a área de Kiryat Moshe até o terreno da Estação Rodoviária Central. A ponte, que custou cerca de US$ 70 milhões (NIS 246 milhões), foi inaugurada em 25 de junho de 2008.

## Frota
Os trens iniciais consistem em 46 Citadis 302 unidades de cinco módulos, 100% piso baixo, fabricadas na fábrica da Alstom de Aytré. Todos os eixos são acionados para lidar com inclinações de até 9%. O primeiro carro foi entregue pelo porto de Ashdod em setembro de 2007.  
O depósito de manutenção e armazenamento fica em um local de 10 acres (40.000 m 2 ) próximo a French Hill, no norte de Jerusalém Oriental. A rota e os veículos são monitorados a partir do centro de controle, e os bondes são conduzidos de acordo com os princípios da linha de visão com prioridade integrada em muitos cruzamentos de estradas. O sistema de cobrança e emissão de bilhetes é fornecido pela Affiliated Computer Services.

## Controvérsia e Criticas

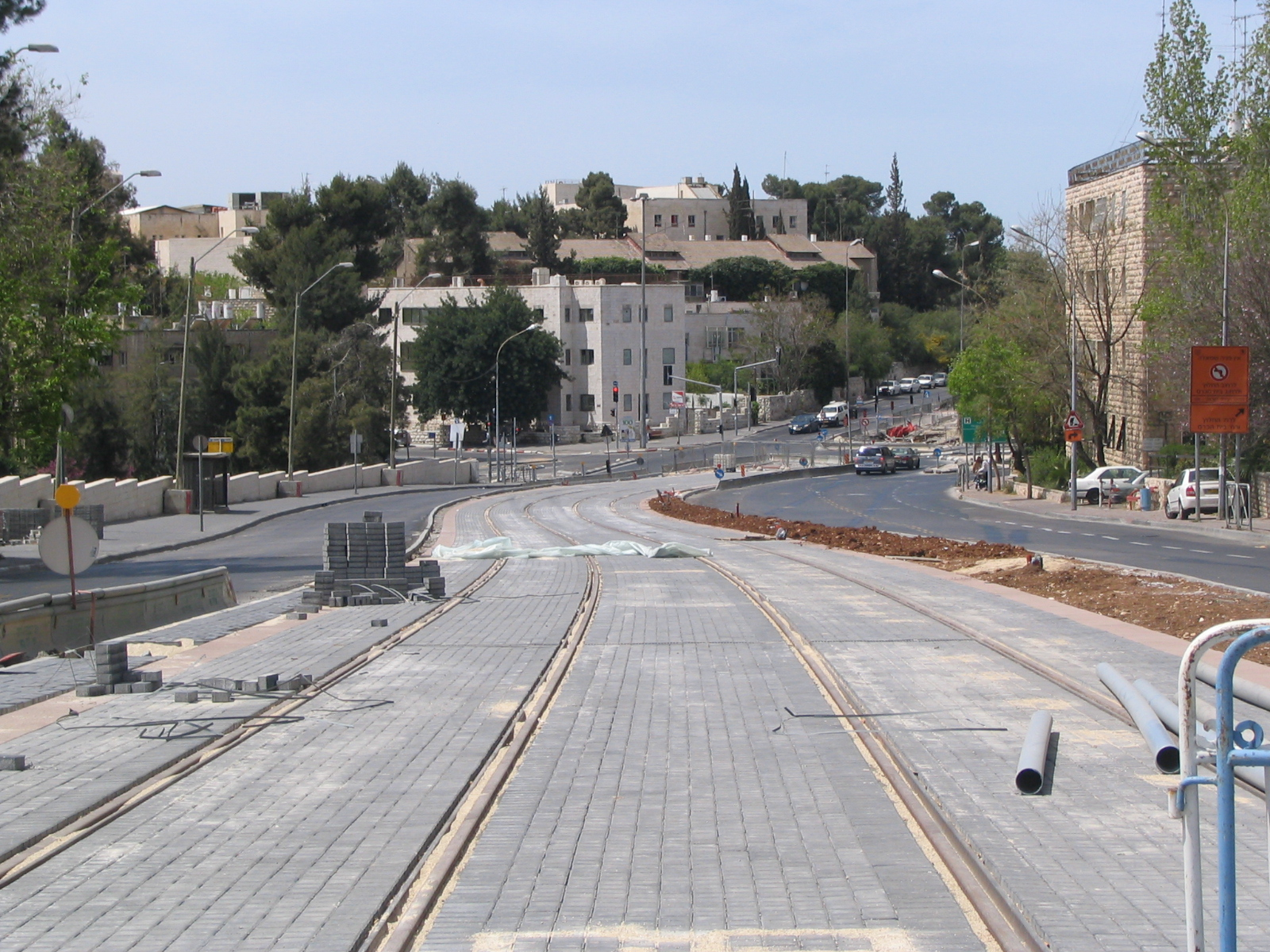
A Linha Vermelha em construção no Herzl Blvd.

O projeto tem suscitado controvérsia porque irá criar infraestruturas de transporte ligando Israel à colonatos judaicos construídos na Jerusalém Oriental, em contravenção com várias resoluções do Conselho de Segurança das Nações Unidas. Em consequência, um banco holandês aliado de Veolia Environnement, uma das empresas francesas no o consórcio contratado para construir e operar o sistema ferroviário. Tanto Veolia e a Alstom estão enfrentando possível ação legal em um terno pela Organização de Libertação da Palestina e dos tribunais franceses.
As obras da primeira linha tem sido criticada por ser extremamente poluentes. No entanto, o sistema está prevista para reduzir a poluição a longo prazo, como o seu todo - veículos eléctricos irão substituir ônibus convencionais e ostensivamente e ao longo atrair mais passageiros de automóveis particulares.

## Achados Arqueológicos
Enquanto as faixas para o sistema metropolitano ligeiro foram sendo construídas em Shuafat, os restos de um antigo assentamento judaico-romana foram descobertos. O acordo foi descrito como uma "sofisticada comunidade impecavelmente planejada pelas autoridades romanas, ordenada com duas fileiras de casas e alguns balneários públicos para o norte."
As descobertas são consideradas a primeira indicação de um assentamento judaico ativo na área de Jerusalém após a queda da cidade em 70 EC.

## Referencias
1. ↑  Vidal, Philippe Rekacewicz & Dominique (1 de fevereiro de 2007). «Jerusalem's apartheid tramway». Le Monde diplomatique (em inglês). Consultado em 15 de dezembro de 2021
2. ↑  Porat, Yishai (22 de janeiro de 2018). «Jerusalem light rail to expand to 5 lines, 27km of tracks». Ynetnews (em inglês). Consultado em 15 de dezembro de 2021
3. ↑  «העגלה העלקטרית של ירושלים המנדטורית». הארץ (em hebraico). Consultado em 15 de dezembro de 2021
4. ↑  «Jerusalem Light Rail to Finally Get on Track After 101 Years». Haaretz (em inglês). Consultado em 15 de dezembro de 2021
5. ↑  «nrg Maariv». www.nrg.co.il. 12 de agosto de 2012. Consultado em 15 de dezembro de 2021
6. 1 2 3  «Jerusalem Light Rail Project - Railway Technology». www.railway-technology.com (em inglês). Consultado em 15 de dezembro de 2021
7. 1 2  גוטמן, ליאור (15 de junho de 2010). «הסתיים שלב הנחת מסילת הרכבת הקלה בירושלים». כלכליסט - www.calcalist.co.il. Consultado em 15 de dezembro de 2021
8. ↑  «The Jerusalem Light Rail Transit (JLRT)». web.archive.org. 12 de novembro de 2011. Consultado em 15 de dezembro de 2021
9. ↑  «Dan suing as Veolia rides with Egged - Haaretz Daily Newspaper | Israel News». web.archive.org. 28 de novembro de 2010. Consultado em 15 de dezembro de 2021
10. ↑  «Capital merchants struggle with endless light rail delays». The Jerusalem Post | JPost.com (em inglês). Consultado em 15 de dezembro de 2021
11. ↑  «Jerusalem landmark inaugurated with gala». The Jerusalem Post | JPost.com (em inglês). Consultado em 15 de dezembro de 2021
12. ↑  Kershner, Isabel (5 de junho de 2007). «Jerusalem light rail raises questions about the divided city». The New York Times (em inglês). ISSN 0362-4331. Consultado em 15 de dezembro de 2021
13. ↑  «PLO disputes Jerusalem rail plan». the Guardian (em inglês). 26 de outubro de 2007. Consultado em 15 de dezembro de 2021
14. ↑  Kershner, Isabel (5 de junho de 2007). «Under a Divided City, Evidence of a Once United One». The New York Times (em inglês). ISSN 0362-4331. Consultado em 15 de dezembro de 2021
15. ↑  «Shuafat Dig Reveals First Sign of Jewish Life After Destruction of Second Temple». Haaretz (em inglês). Consultado em 15 de dezembro de 2021